# Passage Doudeauville
Cet article court présente un sujet plus développé dans : Rue Émile-Duployé (Paris) et Rue Francis-Carco.
Le passage Doudeauville est l'ancien nom de deux voies à Paris.

## Odonymie
Le passage prend le nom de la rue Doudeauville dans laquelle il donne.

## Histoire
Le passage est ouvert en 1856 sur la commune de La Chapelle (rattachée à Paris en 1859) pour relier la rue Doudeauville à la rue Marcadet. À la fin du XIXe siècle, la rue Stephenson est prolongée au nord de la rue Doudeauville jusqu'à la rue Ordener. Le passage est alors coupé en deux parties : à l'ouest, le passage Doudeauville, à l'est le passage de la Goutte d'Or.
Le premier est rebaptisé « rue Émile-Duployé » en 1931 et le second « rue Francis-Carco » en 1971.